# Neoserica lutea
Neoserica lutea är en skalbaggsart som beskrevs av Brenske 1899. Neoserica lutea ingår i släktet Neoserica och familjen Melolonthidae. Inga underarter finns listade i Catalogue of Life.